# Detlef Hartz
Detlef Hartz (* 9. Oktober 1892 in Ascheberg, Schleswig-Holstein; † 19. Januar 1965) war ein deutscher Politiker.

## Leben und Beruf
Nach dem Besuch der Volksschule absolvierte Hartz, der evangelisch-lutherischen Glaubens war, eine Tischlerlehre. Nach Bestehen der Meisterprüfung machte er sich 1926 mit einer eigenen Tischlerei in Lübeck selbständig. Er war seit 1931 Vorsitzender Lübecker Hausbesitzervereins und wurde 1951 Vorsitzender der schleswig-holsteinischen Haus- und Grundeigentümerverbandes.
Hartz war verheiratet und hatte ein Kind.

## Politik
Hartz gehörte von 1924 bis 1926 und 1929 bis 1933 der Lübecker Bürgerschaft an. Dabei kandidierte er 1924 und 1932 auf der Liste des Neuen Grundbesitzervereins und 1929 für den Hanseatischen Volksbund. Am 30. Mai 1937 beantragte er die Aufnahme in die NSDAP und wurde rückwirkend zum 1. Mai desselben Jahres aufgenommen (Mitgliedsnummer 5.363.176). Danker und Lehmann-Himmel charakterisieren ihn in ihrer Studie über das Verhalten und die Einstellungen der Schleswig-Holsteinischen Landtagsabgeordneten und Regierungsmitglieder der Nachkriegszeit in der NS-Zeit als „politisch angepasst“.
Von 1954 bis 1958 war Hartz Landtagsabgeordneter in Schleswig-Holstein, er war über die Liste des von der DP und der Schleswig-Holsteinischen Gemeinschaft gebildeten Schleswig-Holstein-Blocks gewählt worden.